# BMW N45
BMW N45 — бензиновый двигатель внутреннего сгорания немецкого автоконцерна BMW, производство которого началось в 2004 году и закончилось в 2011 году. Выпускался параллельно с двигателем BMW N46 и продавался в нескольких странах, где транспортные налоги благоприятствовали двигателям малого объёма.
В отличие от BMW N46, у двигателя BMW N45 нет балансирных валов и системы газораспределения Valvetronic. Двигатель также имеет систему VANOS, которая устанавливалась на BMW N42 и BMW N46.
В 2007 году двигатель BMW N45 был модернизирован и получил индекс N45N. Также был представлен преемник BMW N43, параллельно с которым BMW N45 выпускался до 2011 года.

## Технические характеристики
| Двигатель | Объём    | Мощность                            | Крутящий момент         | Годы производства |
| --------- | -------- | ----------------------------------- | ----------------------- | ----------------- |
| N45B16    | 1596 см3 | 85 кВт (114 л. с.) при 6000 об/мин  | 150 Н*м при 4300 об/мин | 2004—2011         |
| N45B20S   | 1997 см3 | 130 кВт (174 л. с.) при 7000 об/мин | 210 Н*м при 4250 об/мин | 2006              |